# Wikipédia en picard
Wikipédia en picard (en picard : Wikipédia in lingue picarde) est l'édition de Wikipédia en picard, langue d'oïl parlée en Picardie et dans le Nord-Pas-de-Calais en France et dans le Hainaut en Belgique. L'édition est lancée le 24 décembre 2009,,,. Son code est : pcd.
Au 20 mars 2025, l'édition en picard contient 5 880 articles et compte 19 360 contributeurs, dont 35 contributeurs actifs et 2 administrateurs.

## Présentation

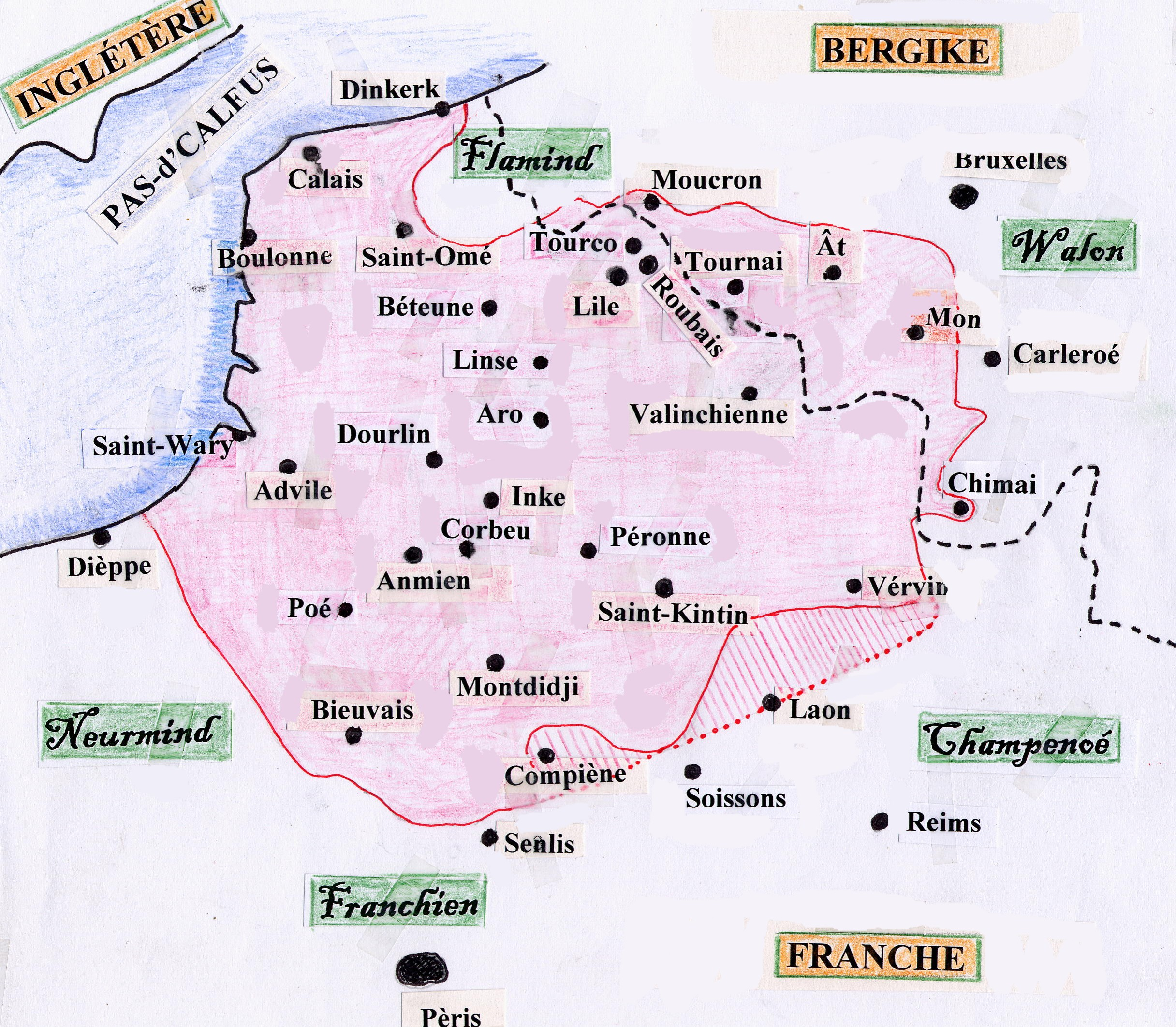
Aire de diffusion du picard.

## Statistiques
- En décembre 2017, l'édition de wikipédia en picard compte 3 570 articles.
- Le 16 février 2018, elle compte 3 619 articles, 8 441 utilisateurs, dix-sept utilisateurs « actifs »[N 1] et un administrateur[6].
- Le 27 mars 2019, elle compte 4 405 articles.
- Le 27 octobre 2022, elle contient 5 458 articles et compte 16 061 contributeurs, dont 25 contributeurs actifs et 3 administrateurs.
- Le 22 septembre 2024, elle contient 5 766 articles et compte 18 674 contributeurs, dont 24 contributeurs actifs et 3 administrateurs.